# Veauce (Fluss)
Die Veauce ist ein kleiner Fluss im Zentralmassiv von Frankreich, der im Département Allier der Region Auvergne-Rhône-Alpes westlich der Stadt Vichy verläuft.

## Geografie

### Verlauf
Die Veauce entspringt im nördlichen Gemeindegebiet von Lalizolle, verläuft generell Richtung Südost durch die Landschaft des Bourbonnais und mündet nach rund 15 Kilometern an der Gemeindegrenze von Vicq und Ébreuil als linker Nebenfluss in einen Seitenarm der Sioule.

### Orte am Fluss
(Reihenfolge in Fließrichtung)
- Boënat, Gemeinde Lalizolle
- Veauce
- La Roubière, Gemeinde Sussat
- Vicq
- Les Carriaux, Gemeinde Vicq
- Le Chiroulet, Gemeinde Ébreuil